# Шохрат Закир
Шохра́т Заки́р (уйг. شۆھرەت زاكىر‎, кит. 雪克来提·扎克尔; 6 августа 1953 года, Кульджа, Синьцзян, КНР) — китайский государственный, политический, партийный и научный деятель. Этнический уйгур, член КПК. Заместитель председателя Постоянного комитета Всекитайского собрания народных представителей 14-го созыва (с 10 марта 2023 года).

## Биография
Шохрат Закир родился в августе 1953 года в уйгурской семье, в городе Кульджа (сейчас называется Ини́н), недалеко от границы с СССР. На момент его рождения, Синьцзян уже как четыре года как был присоединён к Китайской Народной Республике. Его дедом был Каур Закир, являвшийся достаточно известным мыслителем и просветителем, и одновременно последовательным сторонником коммунизма и марксизма-ленинизма, являясь одним из видных прокоммунистических представителей из мусульманских народов Синьцзяна во время гражданской войны в Китае. Был казнён по приказу Шэна Шицая, который заподозрил его наряду с некоторыми видными коммунистами (такими как Мао Цзэминь и Чэнь Таньцю) в связях с СССР и в участи в «просоветском заговоре». Отец Шохрата Закира — Абдулла Закиров (или Закроф) был одним из первых уйгуров, вступивших в Коммунистическую партию Китая (КПК) и приветствовавших в Синьцзяне (Восточном Туркестане) китайскую коммунистическо-маоистскую власть. До «Великой пролетарской культурной революции» Абдулла Закиров работал в качестве члена регионального постоянного комитета КПК и заместителем председателя СУАР.
Сам Шохрат Закиров в старших классах в 1970-1972 годах был участником прокитайского и промаоистского «Движения за сельскую местность». После окончания средней школы стал работать учителем начальной школы в Урумчи. В 1974 году был переведён на аналогичную работу в провинцию Хубэй. В марте 1978 года он поступил в Топливный колледж Цзянханя (сейчас это Университет Янцзы) для изучения информационных технологий. После учёбы направлен в Урумчи, и стал работать научным сотрудником в местном научно-исследовательском институте наук. В 1982-1986 годах получал степень по английскому языку в профессиональном колледже Урумчи. В этот период он вступил Коммунистическую партию Китая. В июне 1984 года он присоединился к правительству, работая в региональном экономическом комитете.
Начиная с середины 80-х и в течение 90-х годов работал в различных государственных должностях в региональном правительстве СУАР, в частности курировал сферы торговли, инвестиций и экономического развития. В декабре 2000 года Шохрат Закир был назначен исполняющим обязанности председателя (то есть мэра) города Урумчи — административного центра и крупнейшего города СУАР. В марте 2001 года стал уже собственно мэром Урумчи, занимая эту должность вплоть до декабря 2005 года. После отставки стал работать в небезизвестном Синьцзянском производственно-строительном корпусе. В 2007 году получил степень магистра делового администрирования в Тяньцзиньском университете. На Всекитайском собрании народных представителей 2008 года Закир был избран членом Национального комитета по этническим вопросам Всекитайского собрания народных представителей. В июне 2011 года он стал заместителем председателя Государственной комиссии по делам национальностей. В январе 2014 года он стал председателем Народного конгресса Синьцзяна, а в декабре 2014 года был назначен председателем Синьцзяна, заменив Нура Бекри.
С 2017 года когда в мире стало широко известно о системном существовании так называемых лагерей (фактически концлагерей) перевоспитания в Синьцзяне для мусульманских этнических групп (уйгуры, казахи, киргизы, узбеки и др.) Китая, официальные власти КНР достаточно долго хранили молчание и впоследствии всячески отрицали их наличие. Затем, под давлением международного сообщества и прежде всего развитых государств Запада, признали их существование, но называли их не более чем добровольными «учебными центрами», которые помогают властям «для борьбы с экстремизмом и терроризмом». Шохрат Закир стал одним из первых представителей официальной китайской власти, кто прокомментировал (не без одобрения «сверху») эту ситуацию. В интервью государственному информационному агентству «Cиньхуа» Шохрат Закир в частности сказал: «Это обычные учебные центры для обучения различным ремеслам и навыкам, куда добровольно приходят наши люди. Это вовсе не концлагеря, как говорят на Западе. Здесь никто не держится насильно, и учащиеся при желании могут вернуться домой или попросить о каникулах. Многие из перевоспитавшихся в этих центрах были подвержены негативным идеологиям, таким как религиозный фундаментализм и экстремизм, находясь под влиянием некоторых злых личностей. Теперь многие из них имеют представление, что в первую очередь они граждане этой страны, где множество возможностей для развития человека». Позднее он не смог ответить западным журналистам на вопросы о том, почему находящиеся в этих лагерях носят одинаковую униформу, находятся за колючей проволокой под наблюдением вооружённых солдат и им не позволено добровольно покинуть эти учреждения. Уйгурские правозащитные и национальные организации, диссиденты и оппозиционеры, бежавшие из Китая и преследуемые китайскими властями, обвиняют в этих событиях в том числе и Шохрата Закира, называя его «предателем народа», «активным участником геноцида собственного народа» и «коллаборационистом».
10 марта 2023 года на 3-м пленарном заседании 1-й сессии ВСНП избран заместителем председателя Постоянного комитета Всекитайского собрания народных представителей 14-го созыва.
Женат, есть дети и внуки. Помимо уйгурского, свободно владеет китайским (вариант путунхуа) и английским языками.